# Jean-Yves Chemin
Jean-Yves Chemin (* 23. April 1959 in Rouen) ist ein französischer Mathematiker.
Er befasst sich mit partiellen Differentialgleichungen, speziell in der Hydrodynamik und Geophysik, und nichtlinearen Wellengleichungen.
Chemin studierte ab 1979 an der École normale supérieure de Cachan mit dem Lizenziatsabschluss 1980 und der Agrégation 1982 und dem DEA 1983 (Universität Paris XI). Er wurde 1986 an der Universität Paris-Süd bei Jean-Michel Bony promoviert (Analyse microlocale précisée de solutions d’équations aux dérivées partielles non linéaires) 1986 wurde er Attaché de Recherche an der École polytechnique und 1988 Chargé de Recherche bei der CNRS. 1989 habilitierte er sich mit einer Arbeit über Singularitäten nichtlinearer hyperbolischer partieller Differentialgleichungen. 1991 bis 1995 war er Maitre de Conferences an der École Polytechnique. Er lehrt seit 1993 an der Universität Paris VI (Pierre et Marie Curie) und am Labor Jacques-Louis Lions (unterbrochen von der Zeit 2001 bis 2004 als Professor an der École Polytechnique).
2012 erhielt er den Grand Prix Servant der Académie des sciences für seine Arbeiten über die Navier-Stokes-Gleichung.
1995 bis 2001 war er Mitglied des Institut Universitaire de France. 1995 erhielt er den Prix Langevin der Académie des Sciences.
Chemin war Invited Speaker auf dem Internationalen Mathematikerkongress in Zürich 1994 (Analyse microlocale et mécanique des fluides en dimension deux) und in Peking 2002 (Quasilinear wave equations and microlocal analysis, mit Hajer Bahouri).
Zu seinen Doktoranden gehört Isabelle Gallagher.

## Schriften
- mit Hajer Bahouri, Raphael Danchin Fourier analysis and non linear partial differential equations. Springer Verlag, Grundlehren der mathematischen Wissenschaften, 2011, ISBN  	978-3-642-16829-1
- Mathematical geophysics: an introduction to rotating fluids and the Navier-Stokes equations. Oxford, Clarendon Press 2006
- Perfect incompressible fluids. Oxford, Clarendon Press 1998 (französisches Original Asterisque, Band 230, Societé Mathématiques de France 1995)